# حلب یسرائل
حلب یسرائیل یا خلو یسرائل (عبری: חלב ישראל‎) اصطلاحی در شرع یهود است که در مورد تمامی محصولات لبنی است که باید تحت نظارت یک فرد یهودی مذهبی تهیه شود تا کوشر باشد. بر اساس هلاخا شیر تنها در زمانی کوشر است که از یک حیوان کوشر (نظیر گاو و گوسفند) تهیه شده باشد و شیر تهیه شده از حیوانات غیرکوشر (نظیر اسب یا شتر) کوشر نیست.
در زمانهای قدیم تولیدکنندگان شیر گاهی شیر حیوانات مختلف را با یکدیگر بدون اطلاع مشتریان مخلوط می‌کردند. از این رو مقامهای تلمودی در آن زمان برای جلوگیری از این کار دستور دادند که تنها شیری کوشر است که تحت نظارت یک فرد یهودی تولید شود. شیری که توسط یهودیان مورد نظارت قرار نگیرد خلو آکوم یا خلو نوکری نام دارد. این قانون در شولحان عاروخ مکتوب شده است.
همچنین در متون کابالا دستورهایی در مورد مصرف کردن خلو یسرائیل وجود دارد و این متون اعتقاد دارند که مصرف خلو آکوم سبب سخت شدن قلب می‌گردد.
اولین خلو یسرائیل در ایالات متحده امریکا توسط اسحاق بالسام در سال ۱۹۰۳ تولید شد تا سال ۱۹۵۵.